# 南塔姆沃思 (新罕布什爾州)
南塔姆沃思（英語：South Tamworth）是位於美國新罕布什爾州卡羅爾縣的非建制地區。

## 歷史
南塔姆沃思的郵局自1844年營運至今。

## 地理
南塔姆沃思所處的海拔為高於海平面176米（即577英呎），而該地所採用的時區為UTC-5，即北美东部时区（EST）。同時該地設有夏令時間，為UTC-5調快一小時，即UTC-4（EDT）。